# Bañobárez
Bañobárez – gmina w Hiszpanii, w prowincji Salamanka, w Kastylii i León, o powierzchni 50,49 km². W 2011 roku gmina liczyła 347 mieszkańców.